# Comtat
Comtat (Tiếng Tây Ban Nha: Condado) là một ’’comarca’’ trong tỉnh Alicante, Cộng đồng Valencian, Tây Ban Nha.

## Các đô thị bên trong
- Agres
- Alcocer de Planes
- Alcoleja
- Alfafara
- Almudaina
- L'Alqueria d'Asnar
- Balones
- Benasau
- Beniarrés
- Benilloba
- Benillup
- Benimarfull
- Benimassot
- Cocentaina
- Facheca
- Famorca
- Gaianes
- Gorga
- Millena
- Muro de Alcoy
- L'Orxa/Lorcha
- Planes
- Quatretondeta
- Tollos